# Poeta

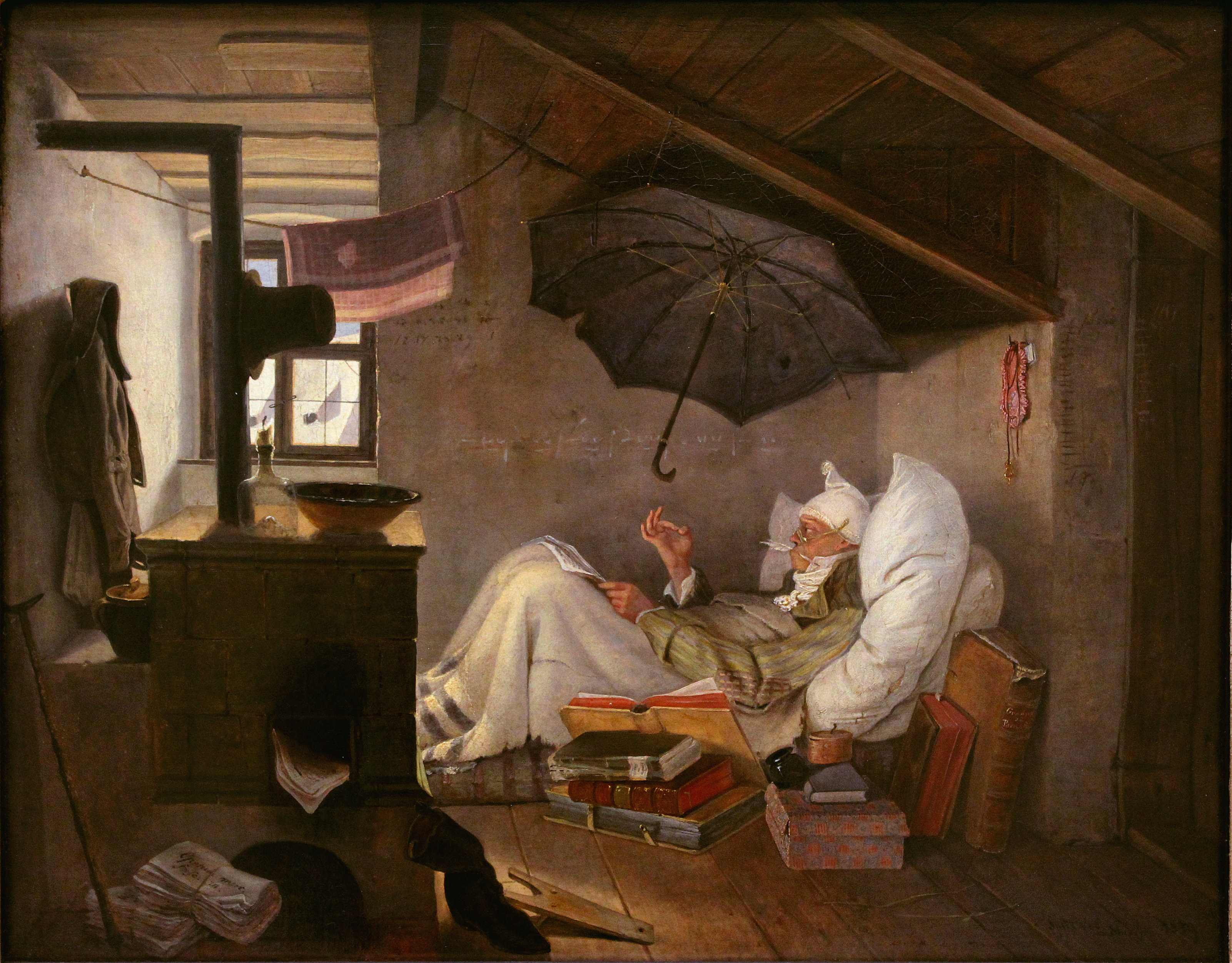
El poeta pobre, de Carl Spitzweg, 1839.

Poeta (fem. poetisa) es la persona que mediante la escritura o las palabras expresa emociones, sentimientos o sensaciones. El término vate es una forma literaria de referirse a la persona que compone obras poéticas.
Según diversas fuentes la poesía como género literario tiene sus más profundas raíces en la tradición de la literatura oral, llegando más tarde a trasmitirse por escrito cuando en la Antigüedad empezaron a difundirse sistemas de escritura lo suficientemente complejos como para expresar lenguaje poético mediante símbolos escritos. Desde entonces, y de una forma generalizada y mayoritariamente dominante, se ha distinguido al poeta del resto de escritores por componer poesía, pero esta última en el sentido de una literatura ordenada mediante el arte de la métrica. Sin embargo existe ahora una literatura poética que escapa o intenta escapar al recurso de la métrica, el así llamado «verso libre». El poeta estadounidense Walt Whitman fue uno de los primeros en escribir este tipo de poesía, aunque el francés Jules Laforgue y otros varios autores del simbolismo hayan sido las fuentes más directas entre los poetas de lengua española.

## Historia

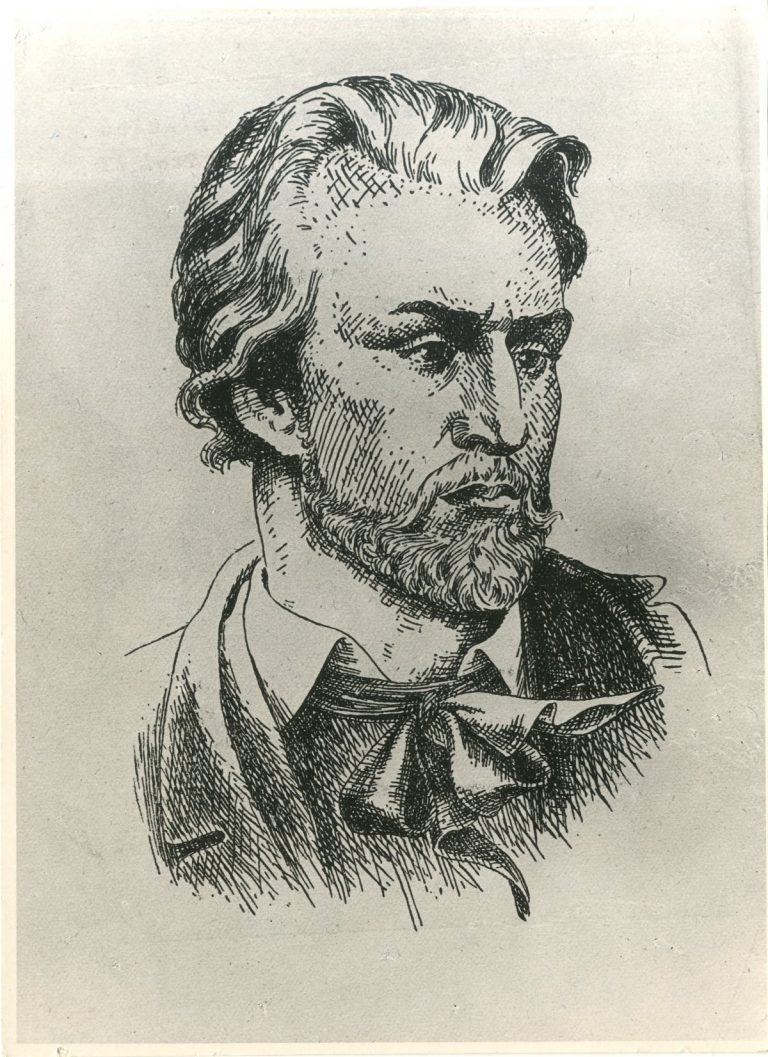
Retrato ficticio posmortal del poeta eslovaco Janko Kráľ (1822-1876): una imagen idealizada y romantizada de "cómo debe verse un verdadero poeta" en la cultura occidental

En la antigua Roma, los poetas profesionales generalmente estaban patrocinados por mecenas, partidarios adinerados, incluidos la nobleza y los oficiales militares.  Por ejemplo, Cayo Cilnius Mecenas, amigo de César Augusto, fue un importante mecenas de los poetas de Augusto, incluidos Horacio y Virgilio.
Los poetas ocuparon una posición importante en la sociedad árabe preislámica con el poeta o sha'ir desempeñando el papel de historiador, adivino y propagandista. Las palabras de alabanza a la tribu (qit'ah) y las sátiras que denigran a otras tribus (hija') parecen haber sido algunas de las formas más populares de poesía temprana. El sha'ir representaba el prestigio y la importancia de una tribu individual en la península arábiga, y las simulacros de poesía o zajal reemplazarían las guerras reales. 'Ukaz, una ciudad comercial no muy lejos de La Meca, sería el anfitrión de un festival de poesía regular donde se exhibiría el arte de los sha'irs.
En la Alta Edad Media, los trovadores eran una clase importante de poetas y provenían de una variedad de orígenes. Vivieron y viajaron en muchos lugares diferentes y fueron vistos como actores o músicos tanto como poetas. A menudo estaban bajo patrocinio, pero muchos viajaban mucho.
El período del Renacimiento vio una continuación del patrocinio de los poetas por la realeza. Sin embargo, muchos poetas tenían otras fuentes de ingresos, incluidos italianos como Dante Aligheri, Giovanni Boccaccio y las obras de Petrarca en un gremio de farmacéuticos y el trabajo de William Shakespeare en el teatro.
En el período romántico y en adelante, muchos poetas eran escritores independientes que se ganaban la vida a través de su trabajo, a menudo complementados con ingresos de otras ocupaciones o de la familia . Ejemplo de ello fueron William Wordsworth y Robert Burns.
Poetas como Virgilio en la Eneida y John Milton en El paraíso perdido invocaron la ayuda de una musa.

## Educación
Los poetas de épocas anteriores a menudo eran personas bien leídas y altamente educadas, mientras que otros eran en gran medida autodidactas. Algunos poetas como John Gower y John Milton pudieron escribir poesía en más de un idioma, mientras que poetas portugueses, como Francisco Sa de Miranda o la dominica Violante do Ceo escribieron no solo en portugués sino también en español . Jan Kochanowski escribió en polaco y en latín, France Prešeren y Karel Hynek Mácha escribieron algunos poemas en alemán, aunque eran poetas de esloveno y checo, respectivamente. Adam Mickiewicz, el mejor poeta del idioma polaco, escribió una oda en latín para el emperador Napoleón III. Otro ejemplo es Jerzy Pietrkiewicz, un poeta polaco. Cuando se mudó a Gran Bretaña, dejó de escribir poesía en polaco, pero comenzó a escribir novelas en inglés.
Muchas universidades ofrecen títulos en escritura creativa, aunque estos solo surgieron en el siglo XX. Si bien estos cursos no son necesarios para una carrera como poeta, pueden ser útiles como capacitación y para darle al estudiante varios años de tiempo enfocados en su escritura.

## Fervor de los lectores
Las tumbas de poetas son frecuentadas por algunos lectores, peregrinos de viajes literarios. Los cementerios donde yacen poetas son El Rincón de los Poetas, en la abadía de Westminster; el cementerio Mount Auburn en Massachusetts, Estados Unidos; el cementerio del Père Lachaise en París; el protestante de Roma y el de Florencia.